# Saison 2008-2009 du Standard Fémina de Liège
Maillots
Chronologie
Saison précédente Saison suivante
Cet article traite de la saison 2008-2009 du Standard Fémina de Liège.

## Faits marquants
- Le Standard Fémina de Liège démarre en trombe: 0-7 au FCF Braine-Rebecq et 2-1 face au RSC Anderlecht. Cela faisait 6 ans que les Liégeoises n'avaient plus battu les Bruxelloises.
- Lors de la 3e journée, le Standard Fémina de Liège fait match nul (1-1) à K.Vlimmeren Sport et termine la rencontre à 9.
- À pratiquement 50 ans, Fery Ferraguzzi reprend du service, comme gardienne de but, lors de la rencontre au FCF White Star Woluwé, le Standard Fémina de Liège l'emporte 3-4.
- La semaine suivante, le Standard Fémina de Liège concède le nul (1-1) face à Saint-Trond VV.
- Lors de la 9e journée, les Liégeoises vont battre le KVK Tirlemont, championnes en titre, 0-1.
- Juste avant la trêve, le Standard Fémina de Liège fait son 3e match nul sur le même score : 1-1 à Sinaai Girls.
- Pour la reprise, le Standard Fémina de Liège l'emporte sans jouer, le FCF Braine-Rebecq déclarant forfait.
- Lors de la 15e journée, les Liégeoises écrasent le RSC Anderlecht 1-5.
- Par après, le Standard Fémina de Liège ne lâche plus un seul point.
- Le Standard Fémina de Liège, lors de la 21e journée, subit sa seule défaite de la saison : 3-1 à Saint-Trond VV.
- La semaine suivante, le club liégeois reprend la main en battant le KVK Tirlemont 2-1.
- Pour être champion, le Standard Fémina de Liège doit absolument gagner contre Sinaai Girls, c'est fait sur le plus petit score : 1-0. 
Le Standard Fémina de Liège fête son 13e titre de Champion de Belgique.

## Équipements
| Marque          | Diadora |
| Sponsor maillot | Base    |

## Staff Technique
| Fonction                | Nom              | Nationalité | Au club depuis |
| ----------------------- | ---------------- | ----------- | -------------- |
| Entraineur principal    | Momo Ayed        | Belgique    | 2005           |
| Entraineur des gardiens | Dany Decroupet   | Belgique    | 1997           |
| Docteur                 | Audrey Neuprez   | Belgique    | 2008           |
| Préparatrice physique   | Anne Radermacher | Belgique    | 2007           |
| Directrice technique    | Fery Ferraguzzi  | Italie      | 1980           |

## Effectif

### Effectif de la saison
|    |                   |          |      |                          |  |  |
| 4  | Delphine Barbason | Belgique | 1994 | Formée au club           |  |  |
| 17 | Maud Coutereels   | Belgique | 2003 | Étoile Rouge de Belgrade |  |  |
| 6  | Brenda Das        | Belgique | 2008 | KVK Tirlemont            |  |  |
| 16 | Cécile De Gernier | Belgique | 2007 | FCF White Star Woluwé    |  |  |
| 8  | Audrey Demoustier | Belgique | 2008 | FCF White Star Woluwé    |  |  |
| 12 | Julie Grégoire    | Belgique | 2006 | RFC Rhisnois             |  |  |
| 11 | Dorien Guilliams  | Belgique | 2007 | DV Borgloon              |  |  |
|    | Florine Henry     | Belgique | 2005 | Templiers-Neupré         |  |  |
| 10 | Coralie Huberty   | Belgique | 2008 | Tenneville Sports        |  |  |
| 24 | Marie Léonard     | Belgique | 2006 | Élan Dalhem              |  |  |
| 15 | Vanessa Licata    | Belgique | 2000 | Formée au club           |  |  |
| 9  | Élisa Lomma       | Belgique | 2008 | Patro Maasmechelen       |  |  |
| 2  | Riete Loos        | Belgique | 2008 | FC Helson Helchteren     |  |  |
|    | Karima Ouazza     | Belgique | 2003 | R.Battice FC             |  |  |
| 19 | Davina Philtjens  | Belgique | 2008 | KVK Tirlemont            |  |  |
| 3  | Tina Scorsone     | Belgique | 2001 | Hewian Girls Lanaken     |  |  |
| 9  | Nadeige Sonnet    | Belgique | 2001 | FC Ougrée                |  |  |
| 14 | Berit Stevens     | Belgique | 2007 | KFC Rapide Wezemaal      |  |  |
| 13 | Kelly Theunissen  | Pays-Bas | 2005 | Hewian Girls Lanaken     |  |  |
| 20 | Katrien Torfs     | Belgique | 2007 | Oud-Heverlee Louvain     |  |  |
| 1  | Sofie Van Houtven | Belgique | 2003 | RSC Anderlecht           |  |  |
| 18 | Evelien Van Roie  | Belgique | 2008 | Oud-Heverlee Louvain     |  |  |
| 7  | Ingrid Vanherle   | Belgique | 2006 | Oud-Heverlee Louvain     |  |  |
| 5  | Sofie Verhaegen   | Belgique | 2008 | Oud-Heverlee Louvain     |  |  |

### Transferts
| Nom               | Nationalité sportive | Dernier club          |
| ARRIVÉES          |                      |                       |
| Brenda Das        | Belgique             | KVK Tirlemont         |
| Audrey Demoustier | Belgique             | FCF White Star Woluwé |
| Coralie Huberty   | Belgique             | Tenneville Sports     |
| Élisa Lomma       | Belgique             | Patro Maasmechelen    |
| Riete Loos        | Belgique             | FC Helson Helchteren  |
| Davina Philtjens  | Belgique             | KVK Tirlemont         |
| Evelien Van Roie  | Belgique             | Oud-Heverlee Louvain  |
| Sofie Verhaegen   | Belgique             | Oud-Heverlee Louvain  |
| DÉPARTS           |                      |                       |
| Audrey Bodson     | Belgique             | KVK Tirlemont         |
| Christel Musial   | Belgique             | KVK Tirlemont         |
| Mélissa Ranson    | Belgique             | arrêt                 |
| Marjory Guiset    | Belgique             | arrêt                 |
| Cécile Ibanez     | Belgique             | DV Tongres            |
| Kelly Nijns       | Belgique             | arrêt                 |

## Les résultats

### Classement final
Le Standard Fémina de Liège termine 1er avec 69 points, 22 victoires, 3 nuls, 1 défaite avec 99 buts marqués et 16 encaissés. 

### Championnat de Belgique
| Journée | Date                               | Club visité              | Club visiteur            | Score           | Buts liégeois | Cartes liégeoises                                   |
| ------- | ---------------------------------- | ------------------------ | ------------------------ | --------------- | --- | --------------------------------------------------- |
| 1       | 30/08/2008                         | FCF Braine-Rebecq        | Standard Fémina de Liège | 0 - 7           | Audrey Demoustier (2), Dorien Guilliams (2), Maud Coutereels, Davina Philtjens, Evelien Van Roie                                |                                                     |
| 2       | 06/09/2008 (reporté au 11/11/2008) | Standard Fémina de Liège | RSC Anderlecht           | 2 - 1           | Ingrid Vanherle, Dorien Guilliams                                                                                               | Julie Grégoire                                      |
| 3       | 13/09/2008                         | K.Vlimmeren Sport        | Standard Fémina de Liège | 1 - 1           | Davina Philtjens | Davina Philtjens Kelly Theunissen Sofie Van Houtven |
| 4       | 20/09/2008                         | Standard Fémina de Liège | KSV Jabbeke              | 9 - 0           | Cécile De Gernier (2), Kelly Theunissen (2), Berit Stevens, Maud Coutereels, Katrien Torfs, Dorien Guilliams, Audrey Demoustier | Dorien Guilliams                                    |
| 5       | 04/10/2008                         | DVC Zuid-West Vlaanderen | Standard Fémina de Liège | 1 - 3           | Katrien Torfs, Evelien Van Roie, Brenda Das                                                                                     |                                                     |
| 6       | 11/10/2008                         | Standard Fémina de Liège | DV Famkes Merkem         | 4 - 0           | Cécile De Gernier (2), Ingrid Vanherle, Kelly Theunissen                                                                        |                                                     |
| 7       | 01/11/2008                         | FCF White Star Woluwé    | Standard Fémina de Liège | 3 - 4           | Audrey Demoustier, Ingrid Vanherle, Berit Stevens, Élisa Lomma                                                                  | Davina Philtjens                                    |
| 8       | 15/11/2008                         | Standard Fémina de Liège | Saint-Trond VV           | 1 - 1           | Dorien Guilliams | Riete Loos Berit Stevens Ingrid Vanherle            |
| 9       | 22/11/2008                         | KVK Tirlemont            | Standard Fémina de Liège | 0 - 1           | Audrey Demoustier | Davina Philtjens Audrey Demoustier                  |
| 10      | 29/11/2008                         | Standard Fémina de Liège | KFC Lentezon Beerse      | 8 - 1           | Katrien Torfs (3), Dorien Guilliams (2), Brenda Das, Anja Poels (2 csc)                                                         |                                                     |
| 11      | 06/12/2008                         | Oud-Heverlee Louvain     | Standard Fémina de Liège | 0 - 1           | Brenda Das |                                                     |
| 12      | 13/12/2008                         | Standard Fémina de Liège | Dames VK Egem            | 7 - 0           | Audrey Demoustier (3), Katrien Torfs, Cécile De Gernier, Maud Coutereels, Kelly Theunissen                                      |                                                     |
| 13      | 20/12/2008                         | Sinaai Girls             | Standard Fémina de Liège | 1 - 1           | Maud Coutereels | Riete Loos                                          |
| 14      | 10/01/2009 (reporté au 21/02/2009) | Standard Fémina de Liège | FCF Braine-Rebecq        | 5 - 0 (forfait) | |                                                     |
| 15      | 17/01/2009                         | RSC Anderlecht           | Standard Fémina de Liège | 1 - 5           | Audrey Demoustier (3), Cécile De Gernier, Brenda Das                                                                            |                                                     |
| 16      | 24/01/2009                         | Standard Fémina de Liège | K.Vlimmeren Sport        | 7 - 1           | Maud Coutereels (3), Audrey Demoustier (2), Kelly Theunissen, Stoffels (csc)                                                    | Maud Coutereels                                     |
| 17      | 31/01/2009                         | KSV Jabbeke              | Standard Fémina de Liège | 0 - 2           | Katrien Torfs, Audrey Demoustier                                                                                                |                                                     |
| 18      | 14/02/2009                         | Standard Fémina de Liège | DVC Zuid-West Vlaanderen | 4 – 0           | Audrey Demoustier, Ingrid Vanherle, Maud Coutereels, Berit Stevens                                                              | Davina Philtjens Riete Loos                         |
| 19      | 28/02/2009                         | DV Famkes Merkem         | Standard Fémina de Liège | 1 - 3           | Nadeige Sonnet, Ingrid Vanherle, Brenda Das                                                                                     |                                                     |
| 20      | 07/03/2009                         | Standard Fémina de Liège | FCF White Star Woluwé    | 7 - 0           | Katrien Torfs (2), Maud Coutereels (2), Dorien Guilliams, Sofie Verhaegen, Audrey Demoustier                                    |                                                     |
| 21      | 15/03/2009                         | Saint-Trond VV           | Standard Fémina de Liège | 3 - 1           | Audrey Demoustier | Ingrid Vanherle Riete Loos                          |
| 22      | 21/03/2009                         | Standard Fémina de Liège | KVK Tirlemont            | 2 - 1           | Kelly Theunissen, Dorien Guilliams                                                                                              | Kelly Theunissen                                    |
| 23      | 18/04/2009                         | KFC Lentezon Beerse      | Standard Fémina de Liège | 0 - 7           | Audrey Demoustier (3), Dorien Guilliams (2), Ingrid Vanherle, Sofie Verhaegen                                                   |                                                     |
| 24      | 02/05/2009                         | Standard Fémina de Liège | Oud-Heverlee Louvain     | 3 - 0           | Katrien Torfs, Sofie Verhaegen, Maud Coutereels                                                                                 | Davina Philtjens Brenda Das                         |
| 25      | 09/05/2009                         | Dames VK Egem            | Standard Fémina de Liège | 0 - 3           | Ingrid Vanherle (2), Audrey Demoustier                                                                                          |                                                     |
| 26      | 16/05/2009                         | Standard de Liège        | Sinaai Girls             | 1 - 0           | Audrey Demoustier | Ingrid Vanherle                                     |

### Coupe de Belgique
| Tour       | Date       | Club visité              | Club visiteur            | Score | Buts liégeois                                                                                               | Cartes liégeoises |
| ---------- | ---------- | ------------------------ | ------------------------ | ----- | --- | ----------------- |
| 1/16       | 08/11/2008 | VVDG Lommel (D2)         | Standard Fémina de Liège | 0 – 8 | Audrey Demoustier (2), Cécile De Gernier (2), Élisa Lomma, Davina Philtjens, Maud Coutereels, Berit Stevens |                   |
| 1/8        | 07/02/2009 | KSV Jabbeke              | Standard Fémina de Liège | 0 – 6 | Audrey Demoustier (2), Davina Philtjens (2), Katrien Torfs, Berit Stevens                                   |                   |
| 1/4        | 04/04/2009 | DVC Zuid-West Vlaanderen | Standard Fémina de Liège | 2 – 4 | Katrien Torfs, Vanessa Licata, Cécile De Gernier, Kelly Theunissen                                          | Cécile De Gernier |
| 1/2 aller  | 15/04/2009 | Standard Fémina de Liège | FCF White Star Woluwé    | 7 – 0 | Maud Coutereels (3), Katrien Torfs (2), Sofie Verhaegen, Cécile De Gernier                                  |                   |
| 1/2 retour | 06/05/2009 | FCF White Star Woluwé    | Standard Fémina de Liège | 2 – 3 | Maud Coutereels (2), Brenda Das                                                                             |                   |
| Finale     | 23/05/2009 | Sinaai Girls             | Standard Fémina de Liège | 2 - 0 | | Karima Ouazza     |

## Buteuses

### Championnat
- 22 buts : Audrey Demoustier
- 11 buts : Dorien Guilliams, Maud Coutereels
- 10 buts : Katrien Torfs
- 8  buts : Ingrid Vanherle
- 6  buts : Cécile De Gernier, Kelly Theunissen
- 5  buts : Brenda Das
- 3  buts : Berit Stevens, Sofie Verhaegen
- 2  buts : Davina Philtjens, Evelien Van Roie
- 1  but : Élisa Lomma, Nadeige Sonnet

### Coupe
- 6 buts : Maud Coutereels
- 4 buts : Cécile De Gernier, Audrey Demoustier, Katrien Torfs
- 3 buts : Davina Philtjens
- 2 buts : Berit Stevens
- 1 but : Élisa Lomma, Vanessa Licata, Kelly Theunissen, Sofie Verhaegen, Brenda Das

## Cartes

### Rouges
- 1 : Kelly Theunissen, Sofie Van Houtven, Ingrid Vanherle (2 jaunes)

### Jaunes
- 5: Davina Philtjens
- 4: Riete Loos, Ingrid Vanherle
- 1: Julie Grégoire, Evelien Van Roie, Dorien Guilliams, Berit Stevens, Audrey Demoustier, Maud Coutereels, Kelly Theunissen, Brenda Das.
 Cécile De Gernier, Karima Ouazza (Coupe)